# Puchar Włoch w piłce nożnej (1966/1967)
Puchar Włoch 1966/67 – 20 edycja rozgrywek piłkarskiego Pucharu Włoch.

## Półfinały
- Juventus F.C. - A.C. Milan 1:2 (dogr.)
- Padova Calcio - Inter Mediolan 3:2

## Finał
- 14 czerwca 1967, Rzym: A.C. Milan - Padova Calcio 1:0